# 898 Hildegard
898 Hildegard, asteroid glavnog pojasa. Otkrio ga je Max Wolf, 3. kolovoza 1918.

## Vanjske poveznice
- Minor Planet Center